# Macropraça

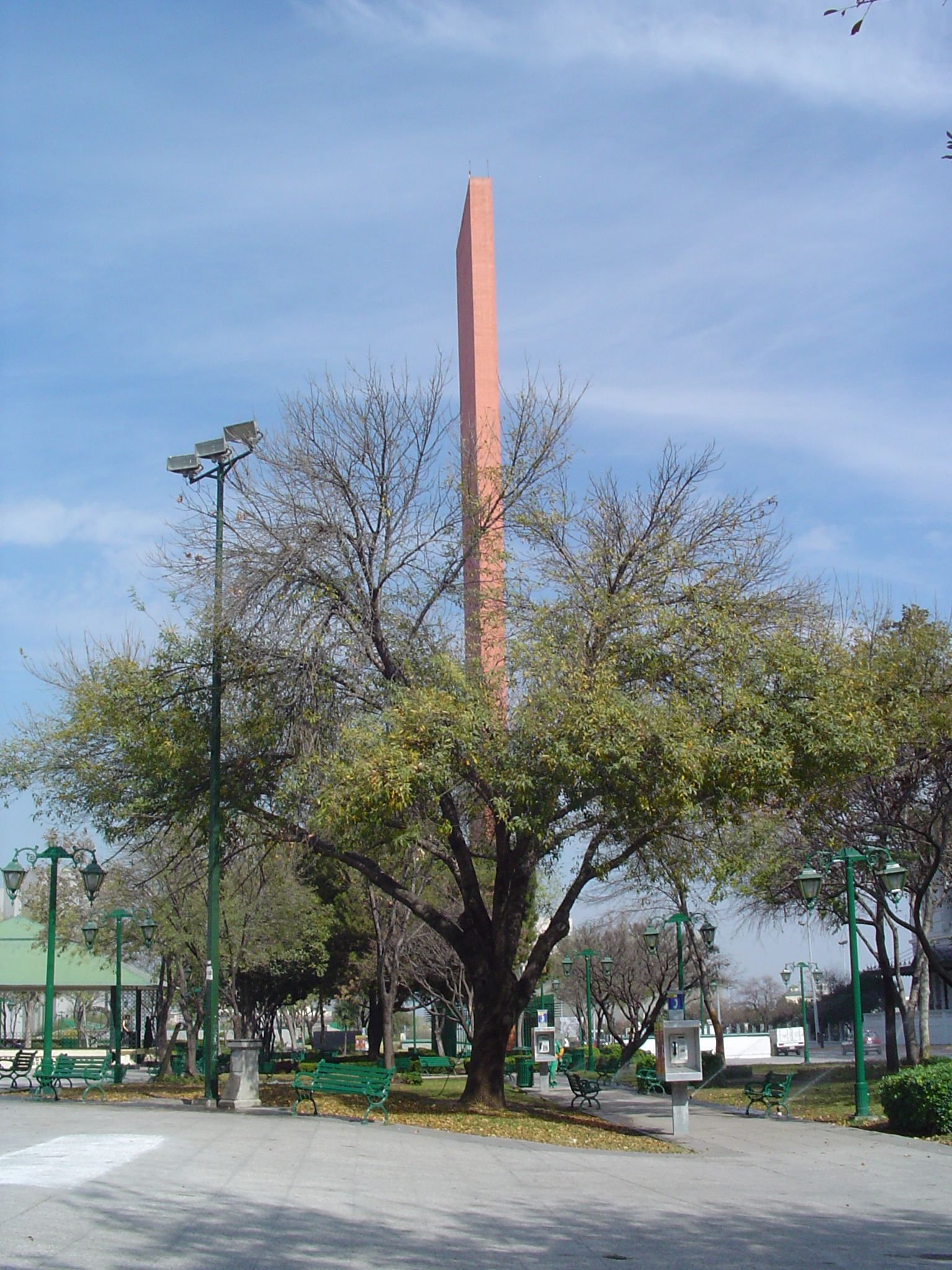
Fórum do Comércio na Macropraça de Monterrey

A Macroplaza ou Gran Plaza (em português Macropraça ou Grande Praça) é a quarta maior praça do mundo. Localizada na cidade de Monterrey no México, tem uma extensão de 40 hectares. Junto a ela estão áreas verdes com antigos monumentos e edifícios coloniais que se juntam com novas construções na região. O monumento de maior destaque da praça é o Farol do Comércio, monumento de 70 metros de altura e que na parte superior tem um equipamento de raio laser que ilumina o sino noturno da cidade.
A Macroplaza foi construída no início da década de 1980 durante o governo de Alfonso Martínez Domínguez. A construção da 
Macroplaza requereu a demolição de muitas construções antigas, incluindo um famoso cinema.

## Pontos de interesse
- Palácio do Governo, uma construção de estilo neoclássico onde se localiza o gabinete do governador.
- Esplanada dos Heróis, uma esplanada de 19,400 m2, localizada em frente ao Palácio do Governo.
- Jardín Hundido, o jardim totalmente localizado no coração da Macroplaza. Tem vários monumentos e uma fonte.
- Teatro da Cidade, teatro
- Biblioteca Fray Servando Teresa de Mier, biblioteca
- Fuente de Neptuno
- Capilla de los Dulces Nombres
- Praça Zaragoza
- Farol do Comércio
- Homenagem ao Sol, um monumento de Rufino Tamayo localizado no extremo sul da Macropraça.

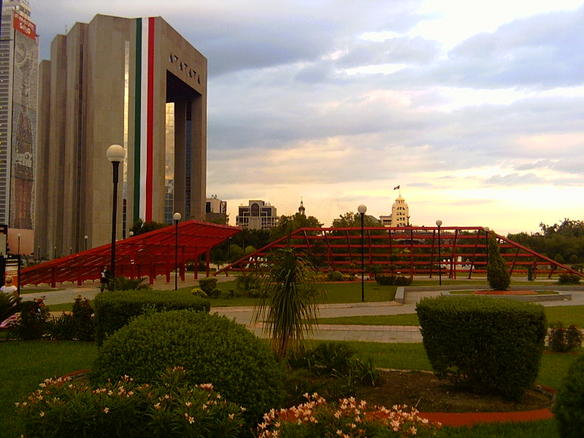
Macropraça